# Peugeot 203
Peugeot 203 je automobil od francouzského výrobce Peugeot. Stal se jedním z nejúspěšnějších vozů od výrobce, k čemuž dopomohla i samonosná skořepinová karoserie a revoluční motor.
Automobil se vyráběl i jako dvoudveřové a čtyřdveřové kupé.
Do ukončení výroby roku 1960 se prodalo bezmála 700 000 vozů 203.